# Musa ibn Ya'far
Musa al-Kázim (o al-Kádhim, ‘el que se retrae’ o ‘el que guarda silencio’) fue el séptimo imam de los chiíes duodecimanos después de su padre al-Sádiq y antes de su hijo Ali bin Musa al-Rida. Era el hijo de Yá‘far al-Sádiq y Humaydah, y descendiente de Mahoma, el Profeta del Islam. Sus epítetos eran al-Kázim, Bab al-Hawaiy (la puerta de necesidades) y al-Abd al-Sálih y sus kunyas era Abu ul-Hassan, Abu Ibrahim y Abu Ali. Nació en al-Abwa, entre La Meca y Medina, en una fecha incierta (8 de noviembre de 745, septiembre de 745, o año 746/747). Su madre, Humaydah bint Sa'id al-Andalusiyya, era una umm Walad (esclava) comprada a un mercader de esclavos andalusíes, conocida a menudo como al-Musaffat (la purificada).
Pasaba los primeros veinte años de su vida bajo la protección del padre. Este período coincidió con el conflicto entre los abasíes y los omeyas. Diez años antes del fin del gobierno de al-Mansur Abbasi, su padre fue envenenado y murió. Después de la muerte de su padre, algunos creyeron en el Imamato de su hijo mayor Isma‘il y formaron la secta Ismailita. No obstante, el imamato de Musa al-Kázim tenía más seguidores y continuó con el califato de al-Mansur, al-Mahdi, al-Hadi y Harún al-Rashid.
Durante este período, al-Kázim, al igual que los imames anteriores, intentó evitar el conflicto directo con los califas, luchando negativamente y respetando la taqiyyah. Sin embargo, el movimiento científico que alcanzó su apogeo con las actividades de Muhámmad al-Báqir y Yá‘far al-Sádiq les dio a los imames chiitas una posición especial en la sociedad islámica y esto había causado la preocupación de los califas abasíes. Por otro lado los levantamientos dispersos de los alauitas en distintas partes de las tierras islámicas levantaron sospechas de los califas hasta que al-Kázim fue enviado a prisión varias veces por al-Mahdi Abbasi y Harún al-Rashid. El primer período de la prisión de al-Kázim era coincido con el gobierno de al-Mahdi Abbasi. El gobierno de un año de al-Hadi Abbasi también estaba acompañado de tensión, porque Al-Hadi consideraba el levantamiento de los alauitas por instigación de Musa al-Kázim, entonces juró que no lo dejaría vivir, pero él mismo murió pronto.
Musa al-Kázim fue encarcelado dos veces durante el tiempo de Harún. Según Fajri, algunos de familiares celosos de Musa le trajeron noticias falsas a Harún de que la gente considera a Musa al-Kázim como el imam y le paga Jums y que Musa pretende sublevar. Estos informes se repitieron tanto que el califa se preocupó. Según fuentes chiitas, incluidos Sheij al-Mufid, Sheij al-Saduq y Abu al-Faray Esfahani, lo consideran el resultado de una conspiración de los barmáquidas, que temían la influencia de al-Kázim entre las familiares de Harún. Después de la muerte de al-Kázim, algunos no aceptaban en su muerte y creían que al-Kázim estaba en el ocultismo y se levantaría nuevamente como el último imam (al-Mahdi). Este grupo se llamaba Waqifíyyah.
Musa ha sido llamado al-Kázim debido a su gran paciencia y represión de la ira, y su bondad y generosidad hacia los malhechores. Según Ibn Khallikan, el historiador sunnita, cuando alguien lo calumniaba, Musa le enviaba un regalo. El debate de Musa con Abu Hanífah sobre temas teológicos, cuando aún era un niño, se considera uno de los eventos raros en su vida.
Musa tenía numerosos hijos e hijas. Los más famosos son Ali bin Musa al-Rida, el octavo imam de los imamies, Fátimah al-Masumah y Ahmad bin Musa (Shahcherag), enterrado en Shiraz. La mayoría de los sayyids (descendientes del profeta del Islam) en Irán son hijos de Musa, conocidos como "Sayyids Musawis".

## Los nombres y títulos
Su nombre era Musa (Moisés). Sus títulos famosos son: Kázim, Sabir, Salih, Abd al-Salih, Qaím, Nafs al-Zakiyya, Wafí (leal), Amín y Bab al-Hawaíy.
Según Yahya ibn Hassan ibn Ya'far, un famoso genealogista, fue llamado "Abd al-Salih" (buen sirviente) debido a su adoración.
Musa ha sido llamado al-Kázim debido a su gran paciencia y represión de la ira, y su bondad y generosidad hacia los malhechores. Según Ibn Khallikan, el historiador sunnita, cuando alguien lo calumniaba, Musa le enviaba un regalo.
Sus kunyas son: Abu Ali, Abu Ibrahim, Abu Ismaíl y Abu al-Hassan. Y para no confundirse con sus hijos Ali ibn Musa al-Rida y Ali al-Naqi, quienes también se llamaban "Abu al-Hasan", le llamaban a Musa "Abu al-Hasan al-awwal" (el primer Abu al-Hasan).

## Progenitores
Su padre, Abu Abdullah Ya'far ibn Muhammad al-Sádiq, era el sexto Imam de los duodecimanos y el fundador de la religión Ya'fari y descendiente de Ali ibn Abi Tálib y Muhámmad, de la tribu Banu Háshim. Ya'far tuvo la vida más larga entre los imanes chiitas.
Su madre era una Umm Walad (esclava) llamada Humaydah, quien era conocida como "Humaydah al-Musaffat" (purificada) y "Humaydah Barbariyyah".
En Medina, entró a la casa de Muhámmad al-Báqir como esclava y luego se casó con su hijo, Yá‘far al-Sádiq. Ya'far la liberó y la la crió y educó y luego se casó con ella. Humáydah dio a luz a dos hijos llamados Musa al-Kázim y Muhámmad Dibay. Yá‘far al-Sádiq enviaba a mujeres musulmanas a Humaydah para aprender las creencias islámicas y decía sobre ella que Humaydah era tan pura como el oro puro de cualquier impureza.

## Las esposas y los hijos
Entre las esposas de Musa al-Kázim, se han mencionado a "Naymah" y "Umm Ahmad". Naymah Jatún era la madre de Ali ibn Musa al-Rida y Fátimah al-Masúmah.
Según Qarashi, muchos historiadores la llaman "Tuctam", pero también se denomina "Jayzoran", "Arwa" y "Umm al-Banin".
Según la Enciclopedia del Mundo Islámico, después del nacimiento de al-Rida se denominaba "Tahirah" y "Umm al-Banin".
Umm Áhmad era la madre de Áhmad (conocido como Shahcherag) y Muhámmad.
Según Donaldson Musa tenía dieciocho hijos y veintitrés hijas. Según Etan Kohlberg, el número de sus hijos en las fuentes es entre 33 y 60.
Entre otros hijos de Musa al-Kázim era Ibrahim Asgar, cuya madre era una mujer abisinia llamada Nayiyyah; Y Hamzah, que su madre se llamaba Umm Áhmad. Abbás, Qásim, Ismaíl, Yáfar, Harún, Hasan, Abdulah Awakalani, Ishaq, Obaidullah, Zaid, Fadl, Hasan, Husáin, Sulaimán y Bibi Hakimah estaban entre los otros hijos de Musa, quienes la mayoría de sus madres eran esclavas.
Se adivina que el 70 % de los sayyids (descendientes del profeta del Islam) en Irán son descendientes de Musa al-Kázim (conocidos como "Sayyids Musawis").

## Nacimiento e infancia
Después de realizar los rituales del Hach al regresar de La Meca a Medina, la caravana de Yá‘far al-Sádiq se detuvo en la zona de Abwa, donde Humaydah dio a luz y nació Musa al-Kázim.
Según la mayoría de las fuentes, Musa nació en el año 128 AH. Si bien Rasul Ya'farian opina que el mes de su nacimiento no se ha registrado en ninguna fuente. Según Etan Kohlberg hay dos fechas para su nacimiento: Dhu ul-Híyyah del año 127 AH y el 7 de Safar del año 128 AH.
Musa nació durante el conflicto entre los abasíes y los omeyas. Era a la edad de cuatro años que al-Saffah, llegó al poder como el primer califa abasí.
Al-Kázim vivía en una familia numerosa con nueve hermanas y seis hermanos. Pasó los primeros veinte años de su vida bajo el apoyo de su padre. Diez años antes del fin del gobierno de al-Mansur Abbasi, su padre fue envenenado y murió.
Según Hasan al-Utrush, el erudito zaidí, el joven al-Kázim fue uno de los participantes en el levantamiento de Muhámmad ibn Abdulah contra los abasíes.
Este informe no concuerda con el informe de Rasul Ya'farian, el historiador chiita, quien cree que el padre de Musa al-Kázim se opuso al levantamiento de Muhámmad ibn Abdulah, conocido como al-Nafs al-Zakiyyah, e incluso abandonó la Medina en el momento del levantamiento en el 145 AH y regresó allí tras el fin del conflicto.
Al llegar la noticia del la muerte de Yá'far al-Sádiq, Al-Mansur escribió una carta al gobernante de la Medina pidiéndole ir a la casa de Yá'far al-Sádiq con el pretexto de decir sus condolencias. Al-Mansur le mandó al gobernante revisar el testamento de al-Sádiq y matar a lo que se presenta como su sucesor. El propósito de al-Mansur al ordenar esto era acabar con el Imamato y eliminar el chiismo por completo.
El gobernante de Medina vio en el testamento de Yá'far que en lugar de una persona, había designado a cinco personas para sucederlo: el califa, el gobernador de Medina, Abdullah Aftah, el hijo mayor de Yá'far, Musa al-Kázim y Humaydah, la esposa de Ya'far. Por lo tanto, la conspiración de Al-Mansur para acabar con el Imamato no tuvo éxito. Según algunas narraciones en el testamento se han determinado tres sucesores: al-Kázim y Abdullah Aftah y al-Mansur Abbasi.

## Desacuerdo entre los chiitas después de al-Sádiq
Según Ya'farian, la presión política intensiva sobre al-Sádiq en los últimos años de su Imamato y el peligro que representaba el gobierno para el próximo Imam, causó que no nombrara explícitamente al próximo imam, lo que confundió a muchos chiitas y proporcionó las condiciones para que los otros hijos de Al-Sádiq se presentaran a sí mismos como el próximo Imam.
El desacuerdo entre los chiitas en determinación del próximo imám después de Yá'far al-Sádiq preparó las condiciones para surgir varias sectas. Algunos creían que Ismaíl había sido elegido como imam por su padre al-Sádiq, pero dado que había muerto antes de su padre, la sucesión pasaría a su hijo Muhámmad ibn Ismaíl y sus sucesores siguientes. Este grupo se llama los ismaelitas.
Algunos creían que Yá'far al-Sádiq era el último imam y el imamato se terminó después de su muerte.
El tercer grupo, que consideraban al tercer hijo de al-Sádiq, Musa al-Kázim, como sucesor de su padre, era conocido como chisimo Ya'farí o chisimo duodecimano. Este grupo constituye la mayoría de los chiitas.
El cuarto grupo eligió al otro hijo de Yá'far al-Sádiq, Abdullah al-Aftah, el hijo mayor después de la muerte de Ismaíl, como imám, pero Abdullah también murió sin hijos setenta días después de su padre. La diferencia entre ellos y los duodecimanos era que incluían a Abdullah al-Aftah como un imám entre Yá'far al-Sádiq y Musa al-Kázim.
Según Ya'farian, a pesar del surgimiento de estas sectas entre los chiitas, la mayoría de sus eruditos y ancianos aceptaron a Musa al-Kázim como imam.

## Enfrentamiento con los califas abasíes
Según Rasul Ya'farian, al principio califas abasíes se llevaban bien con los alauitas durante un tiempo. Pero tras fortalecerse el gobierno y ampliar los levantamientos de alauitas en las distintas tierras, aumentaron medidas de austeridad y represión, hasta que no pudieron tolerar incluso sus soldados más cercanos, como Abdullah ibn Ali, Abu Muslim Jorasani y Abu Salamah.
Según Ya'farian, la presión de los abasíes aumentó debido a que el movimiento científico de los pasados imames había preparado una situación especial para Musa y le dio la posibilidad del liderazgo de la comunidad islámica.
Los primeros diez años del Imamato de al-Kázim, del 148 al 158 AH, coincidieron con el gobierno de al-Mansur. Después de eso, hasta el 169 AH, al-Mahdi Abbasi llegó al poder. Luego al-Hadi Abbasi gobernó durante un año. Al final Harún se puso el califa. Al-Kázim murió en el año 183 AH, durante el califato de Harún.
Entre los levantamientos de la época de Musa al-Kázim, era el de Hussáin bin Ali, conocido como "el mártir de Fajj", durante el gobierno de al-Hadi Abbasi. Luego Yahya e Idrís, los hijos de Abdullah, se rebelaron, durante la dominación de Harún. Por esta razón, era natural que los califas abasíes consideraran a los chiitas como sus rivales políticos y fueran sus enemigos.
Mientras tanto, el método de lucha de Musa era un tipo de lucha negativa (taqíyyah) que no era reconocible fácilmente.
Aunque su método contra el gobierno abasí no incluía la acción militar, aprovechó todas las oportunidades para desafiar su legitimidad. Entre sus luchas contra el gobierno era debate con los eruditos del califato. 
Otro ejemplo de su enfrentamiento con el gobierno fue su crítica a uno de sus compañeros, Safwán ibn Mehran al-Yammal, que solía alquilar sus camellos a Harún. Musa consideró desagradable este acto.
Sin embargo, aconsejaba a sus seguidores colaborar con el gobierno para ayudar a los chiitas. Por ejemplo, recomendó a Ali ibn Yaqtín, uno de los chiitas, que siguiera contribuyendo a la corte de al-Mahdi y Harún porque Dios tiene amigos entre los opresores a través de los cuales apoya a sus amigos.

### Al-Mansur Abbasi
Musa ibn Yá'far se retiraba de los asuntos políticos durante la época de Al-Mansur y no participaba en los movimientos alauitas, por lo tanto no era perseguido por el califa.
En este periodo, al-Mansur le pidió a Musa que asistiera a una reunión y recibiera regalos del Nouruz (la fiesta del nuevo año de iraníes) en su nombre. Musa no lo aceptaba con la excusa de que el islam no ha confirmado esta ceremonia, pero al-Mansur lo obligó a hacerlo.
Según una narración, uno de los obsequios entregados a al-Kázim fue un poema escrito por un anciano pobre sobre la tragedia de Husáin ibn Ali. Cuando al-Mansur le entregó los regalos recogidos a al-Kázim, se los dio todos al pobre poeta.

### Al-Mahdi Abbasi y el primer encarcelamiento
Según Etan Kohlberg, Musa ibn Yá'far había seguido una política de silencio ante el gobierno abasí y, al igual que su padre, al-Sádiq y había dedicado su tiempo a adorar y educar enseñanzas chiitas a sus seguidores. Sin embargo, no fue inmune al acoso del gobierno.
Musa fue arrestado por orden de al-Mahdi, el califa abasí, y trasladado a Bagdad, donde fue entregado a Musayyib ibn Zuhair Dhabbi. Musayyib fue influenciado por Musa y se convirtió en uno de sus seguidores. Según Kohlberg, la fecha de este arresto no puede ser entre 163 y 166 AH, porque Musayyib era el gobernante de Jorasán en este periodo.
La razón de este arresto puede haber sido la sospecha del califa sobre la abundante generosidad de al-Kázim y también el temor del califa de que al-Kázim tuviera mucha riqueza y la usara para organizar y fortalecer a los chiitas oponentes.
Según Ibn Khallikan, después del arresto, el califa vio en un sueño a Ali ibn Abi Tálib que estaba recitando este verso del Corán: ¿Si les fuera dada autoridad, acaso no sembrarían la corrupción en la tierra y cortarían los lazos familiares? Rabi' ibn Yunos, el guardaespaldas del califa, ha informado que el califa lo llamó en medio de la noche.
Cuando Rabi' llegó al palacio, encontró al califa solo y asustado, mientras se repetía este verso del Córan. Después de que musa prometió que no tomaría medidas contra el califa, lo liberaron. Rabi', temiendo que algo pudiera pasar, arregló los preparativos de su regreso a Medina la misma noche.
Según Ya'farian, Musa le pidió a al-Mehdi Abbasi, quien afirmó estar buscando justicia, que le devolviera Fadak, que había sido tomado por la fuerza del Ahl al-Bayt, pero el califa no lo cumplió.
Según Ya'farian, entregar Fadak a Musa podría significar desvirtuar las medidas de los califas anteriores y además, proporcionaría a Musa muchas posibilidades financieras que podrían ser peligrosas para el gobierno, por lo tanto el califa no aceptó esta solicitud.

### Al-Hadi Abbasi
Después de al-Mehdi Abbasi, su hijo al-Hadi se convirtió en califa en 169 AH por un año. Durante etse período, Husáin ibn Ali, conocido como "el mártir de Fajj", se rebeló contra el califa, pero este movimiento fue derrotado y su líder fue asesinado.
A pesar de que Musa no apoyó al levantamiento e incluso advertió al mártir de Fajj de que al-Hadi lo asesinaría, el entonces califa culpó a Musa por el levantamiento y prometió matarlo. Para apaciguar al califa, el juez Abu Yúsof le dijo que ni Musa ni ninguno de los miembros de su familia confirman la rebelión.
Según al-Manaqib, cuando la noticia de la decisión de al-Hadi llegó a Musa, lo maldijo. Poco después, al-Hadi murió. La mayoría de los alauitas participaron en el levantamiento de Fajj, excepto Musa ibn Yáfar, que se lo oponía desde el principio.

### Harún al-Rashid y el reencarcelamiento de Musa
Se considera que Harún trataba con dureza a los alauitas. Sin embargo, su comportamiento con Musa fue más suave al principio. Por otro lado la interacción de Musa con Harún estaba acompañada de taqíyyah. Según Sheij al-Saduq, el muhaddiz chiíta, Musa al-Kázim, en respuesta a la invitación de Harún, dijo: "Si no hubiera escuchado de mi abuelo que la obediencia al emperador es obligatoria por taqíyyah, nunca lo habría aceptado".
A pesar del comportamientos flexibles iniciales de Harún, Musa al-Kázim fue encarcelado dos veces durante su tiempo y la segunda vez duró del 179 AH al 183 AH, lo que causó su muerte.
No hay un informe exacto sobre la duración del primer encarcelamiento, pero fue por un debate con Harún. Como resultado, Musa al-Kázim primero fue llevado de Medina (el lugar del debate) a Basora, y después de un año de prisión, fue trasladado a Bagdad por orden de Harún y la petición del gobernante de Basora, quien no le gustaba asesinar a Musa.

### Harún al-Rashid y el último encarcelamiento
Según Fajri, algunos de familiares celosos de Musa le trajeron noticias falsas a Harún de que la gente considera a Musa al-Kázim como el imám y le paga Jums y que Musa pretende sublevar. Estos informes se repitieron tanto que el califa se preocupó. En ese año, Harún se dirigió al Hach. En el camino, cuando llegó a la Medina, arrestó a Musa y lo llevó a Bagdad, donde fue encarcelado bajo la protección de Sendi ibn Shahik. Se han citado otras razones para el encarcelamiento final de al-Kázim.
Según Al-Irshad, Harún preparó dos caravanas para ocultar su cárcel. Envió una a Kufa y la otra a Basora y lo envió con una de ellas.
Según Abolfaray Esfahani, Musa fue encarcelado inicialmente en Basora, pero el gobernante de Basora se cansó de esto y le pidió a Harún entregarlo a otra persona.
Luego al-Kázim fue encarcelado bajo protección de Fadl ibn Rabi' durante mucho tiempo. Sin embargo, se negó a matarlo, por lo que fue entregado a Fadl ibn Yahya Barmaki.

## Acontecimientos importantes en la vida
- Musa Kázim estuvo en cárcel casi 14 años de su vida, porque los califas abbasíes estaban temerosos que la gente le imite.

Aunque Musa Kázim no tuvo gobierno pero imperaba a los corazones de la gente.
Un día Musa Kázim estaba al lado de Kabeh, mientras Harún (uno de los califas abbasíes) le preguntó ¿es usted quien ha contraído oculto con la gente? Musa Kázim le contestó: yo impero a los corazones y tú imperas a los cuerpos.
Y cuando no estaba en cárcel los califas abbasíes lo amaitinaban.
Además ellos mataban los compañeros de Musa Ibn Yaáfar.
- Muerte de Yaáfar Sádiq, el padre de Musa Kázim, por Mansur Davanighi, en año 148 de la Hégira.

Él, después de la muerte de su padre, Yá‘far as-Sádiq, en el gobierno de Mansur Davanighi llegó a ser Imam y líder de los chiitas. 
Sayyed Mhámmad Husséin Tabatabai dice: “Mansur después del muerto de Yá‘far as-Sádiq, mandó al reinador de Medina y le dijo; “ve a casa de Sádiq y considera estado de su casa, y lee el testamento de Yá‘far as-Sádiq y cualquier persona que le ha elegido como su sucesor, mátale.” Por supuesto Mansur quería terminar y concluir el tema de liderazgo e Imamato. Pero cuando el reinador leyó el testamento de Yá‘far as-Sádiq, vio que Imam Sádiq ha elegido cinco personas como su sucesor, son; 1) Mansur Davanighi, 2) el reinador de Medina 3) Abdolah Aftah, el hijo mayor, 4) Musa, el hijo menor, 5) su esposa, Hamídah, y por eso Mansur no pudo matar nadie.”
Musa Ibn Yá‘far tuvo un rol efectivo en difusión de las creencias chiitas. En esta época, por los reinadores se aprisionaba.
- Cuatro años estuvo en cárcel, en el gobierno de Haron Al-Rashid.

- Advenimiento unas ramas en la secta chiita: Ismailíyeh, Aftahíyeh, Navosíyeh.

- La pretensión de Imamato y sucesor de Yaáfar Sádiq por Abdolah Aftah, hermano de Musa Kázim.

- Quedar en cárcel en el gobierno de Hadi Abbasi.

- Fue a la cárcel de Basrah por el mandato de Haron Al-Rashid en año 179 de la Hégira.

- Se transfirió desde la cárcel de Básrah a la cárcel de Bagdad.

- Musa Kázim fue envenenado y murió por Sandi Ibn Shahak.

## Los compañeros
Se dice que el número de compañeros de Musa al-Kázim era más de 400 personas, pero no todo de ellos eran sus fieles compañeros.
Según Áhmad bin Jalid al-Barqi, sus compañeros eran 160 personas, pero según al-Qarashi, estas cifras no son correctas.
Al-Qarashi ha nombrado a 320 de sus compañeros, explicando una breve biografía de cada uno de ellos. Este erudito cree que la mayoría de los alumnos de Yáfar al-Sádiq, después de su muerte, se unieron a las clases de Musa al-Kázim. Según al-Qarashi quizás los destacados compañeros de al-Kázim eran 160 personas, pero ciertamente la cantidad de todos era más de 320 personas.
Los nombres de los compañeros más conocidos de Musa son: 
- Ali Ibn Yaqtin
- Hasan Ibn Mahbub
- Safwan Ibn Yahya
- Abu Basi al-Asadi

- Abu Salt Ibn Saleh al-Heravi

- Ismil Ibn Mehran
- Abdullah Ibn Yahya

- Hammad Ibn Isaa

- Abd al-Rahman Ibn Hayyay al-Bayali

- Abdullah Ibn Yundab al-Bayali

- Abdullah Ibn Mogayrah al-Bayali

- Mofaddal Ibn Umar al-Kufi

- Hisham Ibn Hakam

- Yunus Ibn Abd al-Rahman

- Yunus Ibn Ya'qub[53][54]

## Actividades

### Actividades económicas
Según Modarresi, la organización de abogados, que fue fundada por Musa, consistía en una cadena continua de todos los abogados de al-Kázim a lo largo del territorio islámico, quienes eran responsables de recibir impuestos religiosos y enviárselos a su imán. Este sistema económico, que conectaba a los chiitas entre sí, también le daba a Musa la posibilidad de movilizar las fuerzas.
Según Madrasi, esta posibilidad tenía unos efectos: el primer, podría fortalecer el rumor de que Musa es el Mahdi (Al-Qaím) y el segundo, despertaría a los chiitas para formar un gobierno de justicia.
Durante este período, los abogados de al-Kázim se hallaban en Egipto, Kufa, Bagdad, Medina y otros lugares, donde la población chiita era mayor.
Después de Musa ibn Yáfar, la organización de abogados se expandió hasta que alcanzó su apogeo durante el tiempo de Ali al-Naqi.

### Actividades científicas
Una de las actividades importantes de Musa era intentar para corregir las creencias de la gente, así que enseñaaba y educaba a los alumnos para defender las creencias chiitas.
Además, tenía muchos debates científicos, algunos de los cuales se llevaron a cabo durante su infancia. Por ejemplo, según una narración, un día Musa estaba rezando en un lugar por donde pasaba la gente. Abu Hanífah vio esta escena y la consideró incorrecta. Musa le respondió a Abu Hanífah que Dios por el que reza está más cerca que las personas que pasan frente a él y lo demostró con un verso del Corán: "Estamos más cerca de él que su propia vena yugular".
Según el informe de Ibn Khallikan, tuvo lugar un debate entre Harún al-Rashid y Musa al-Kázim en Medina, en el que Musa reclamó que él es el hijo del Profeta del Islam y lo probó mediante unos versos del Corán.

## Características morales
Musa siempre era amable con su familia y sus compañeros, y ayudaba a los pobres.
Según las narraciones, cuando recitaba el Corán con voz alta sus vecinos le oían y lloraban, por su hermosa voz. Se dice que él era una persona buena, sabia, paciente, clemente y cuando hacía oración, afectaba a otras personas. Además se dice que la gente le conoció como un sabio desde su infancia y Abu Hanífah le preguntaba sobre los temas religiosos.
Musa solía distribuir monedas entre los pobres de Medina a pesar de que él mismo no estaba en una buena situación financiera.
Aunque consideraba el gobierno de Harún como un gobierno opresivo, creía que sus seguidores podían unirse al gobierno, siempre que pudieran hacer el bien al pueblo.
Un ejemplo de tales personas fue gobernador de Rayy, a quien al-Kázim le solicitó en una carta que ayudara a un pobre deudor.
Se ha narrado de Ibn Inabah que al-Kázim tenía bolsas de oro que daba a todos los pobres, por lo tanto sus bolsas eran muy famosas.
Según Ibn Khallikan, cuando le informaban al-Kázim de que alguien intentaba acosarlo, le enviaba una bolsa de oro que contenía mil dinares.
Según Rasul Ya'farian, el historiador chiita, los carceleros de al-Kázim, eran influenciados por su ascetismo y adoración, se negaron a mantenerlo en duras condiciones.
Según Al-Fusul al-Muhimmah, el gobernador de Basora, al observar las características morales de Musa, desobedeció la orden de Harún de matarlo.

## Desde el punto de vista de los sunitas
Los sunitas consideran a al-Kázim como un narrador confiable, aunque creen que se han quedado pocas narraciones de él.
Abu Hanífah dijo: lo vi en su niñez y le pregunté y él contestó a todas mis preguntas, de verdad al-Kázim es científico, sabio, advertido y poderoso.
Ibn Hayar Haytami, un científico famoso sunita dice: “Musa Kazim fue heredero de ciencia de su padre y fue una persona sabia y fiel. Él fue paciente ante los ignorantes y nadie es como él en la ciencia y misericordia.”
También dece: “Al-Kázím era el más devoto, el más compasivo y el más generoso de su época y se conocía como "Bab al-Hawaiy" (la puerta de las necesidades) entre su pueblo.”
Según Shablanyi, se llama al-Kázim debido a su inmensa bondad y perdón a sus enemigos.
Según al-Jatib al-Bagdadi, cuando alguien le recibía las bolsas de oro de Musa ibn Yá'far, no necesitaba a nadie.
Según Ibn Imad Hanbali, al-Kázim era uno de los justos, devotos, generosos y tolerantes y tenía una gran personalidad.
Al-Zahabi lo considera uno de los generosos, sabios y piadosos.

## Muerte
Según algunos relatos históricos, Fadl ibn Yahya tenía un gran respeto por al-Kázim y le proporcionó condiciones cómodas en prisión; esto enfadó al califa, que estaba en Al Raqa entonces y emitió una carta ordenando el asesinato de al-Kázim. Según una narración, Fadl desobedeció esta orden, por lo que recibió cien latigazos y le entregó a Musa a Sendi ibn Shahik.
La ira de Harún hizo que el padre de Fadl, Yahya Barmaki, acudiera al califa en Al-Raqa para calmarlo y decirle que estaba listo para hacer lo que el califa ordenara. Sin embargo, Harún repitió su solicitud de matar a Musa. Yahya llevó a Sendi la orden del califa y Sandi lo envenenó con dátiles.
Según Kohlberg, Tabari, como la mayoría de los historiadores sunitas, no comenta sobre la muerte de al-Kázim, lo que implica que murió de muerte natural.
Según Kohlberg, Sendi ibn Shahik invitó a ochenta ancianos de Bagdad a Musa antes de envenenarlo para disipar los rumores de que había sido perseguido. Según este informe, Musa testificó que ahora se encuentra en una buna condición, pero le han dado siete dátiles envenenados, cuyo efecto será evidente en el color de su rostro mañana y morirá al día siguiente.
Después de la muerte de Musa, varias personas fueron enviadas como testigos, a los chiitas de Bagdad, para testificar que Musa había muerto de muerte natural.
Según Sheij Tusi, la fecha de su muerte feu el 25 Rayab 183 AH y Sheij Kulayni lo ha registrado el 5 o 6 Rayab 183 AH. Sheij al-Saduq ha citado ambas fechas.

### Funeral
Durante el funeral de al-Kázim, su féretro fue colocado en la puente de Bagdad para ver claramente que estaba muerto. Esto se hizo para no pensar que al-Kázim es el Mahdi prometido.
Según al-Fusul al-Muhimmah, Sindi ibn Shahak pidió a sus agentes gritar en las calles: "Este es Musa ibn Yá'far, quien los chiitas creen que no morirá. Mírenlo, está muerto".
Según Uyun Ajbar al-Rida, el tío de Harún, Sulaymán ibn Abi Yá'far, al ver esta situación, pidió a sus hijos y esclavos que tomaran el ataúd de Musa de los agentes y lo enterraran con respeto. Sulaymán les ordenó que gritaran frente al ataúd: "Quien quiera asistir al funeral de puro e hijo de puro debe venir al funeral de Musa ibn Yá'far".

### Tumba
Después de la muerte de Musa al-Kázim, su cuerpo fue enterrado en el cementerio de coraichitas en el noroeste de Bagdad, donde más tarde se denominó como Kazimíyyah. Al principio, visitar su tumba era peligroso para los chiitas. Al respecto, se ha narrado de Ali bin Musa al-Rida que si no es posible visitar la tumba de Musa de cerca por peligro, pueden visitarla desde detrás de una cortina o un muro.
Poco a poco, este lugar, en el que también fue enterrado el noveno imam chiita, Muhámmad al-Taqi, se convirtió en uno de los centros de peregrinación más importantes de Irak. Al principio, había estado una mezquita cerca del santuario en la que los chiitas solían entrar y visitar las tumbas de los dos imanes. Gradualmente, se construyeron casas alrededor de ella. Luego, se construyeron el zarih sobre las dos tumbas. Durante el reinado de los Daylamitas, cuando disminuyó el miedo a los chiitas, aumentó la multitud alrededor del santuario y se construyeron nuevas casas y edificios. En el año 443 AH, el santuario fue destruido por el conflicto entre los chiitas y los sunnitas, pero fue reconstruido en el año 446 AH.
En el año 517 AH, coincidiendo con el gobierno del al-Mustárshid Abbasi, el santuario fue saqueado y destruido, y luego en el año 575 AH, al-Násir abbasí lo reconstruyó y amplió. En 926 AH, Shah Ismaíl, el rey safávida, reconstruyó el edificio del santuario y amplió los minaretes a cuatro. En 1211 AH, Mohammad Shah Kayar doró y alicató el santuario y compró algunas casas circundantes y las agregó al santuario.